# Carl Emil Dahlerup
Carl Emil Dahlerup (Hillerød, 1813. október 31. – Odense, 1890. július 21.) 1849 és 1861 között Feröer kormányzója volt.

## Pályafutása
1831-ben érettségizett, majd 1836-ban letette a jogászi vizsgát. 1841-ig a hillerødi tartományi védnöknél (Landvoigt) dolgozott, ezt követően 1849-ig az odensei számvevőszék vezetője volt. 1849-ben Feröerre ment, ahol a dán kormányzói feladatokat látta el 1861-ig. 1852-től az újranyitott Løgting elnöke volt, 1855-1863 között pedig a dán Landsting képviselője is.
Elődjével, Christian Pløyennel szemben soha nem volt népszerű a feröeriek körében. A Løgting megnyitásától fogva akadályozta annak munkáját, emiatt 1860-ban 12 képviselő és Andreas Djurhuus esperes elhagyták a Løgtinget, és Dahlerupot bepanaszolták VII. Frigyes dán királynál, aki ezután visszahívta őt Feröerről. Ezt követően Odensében lett védnök.

## Magánélete
Szülei Vilhelmine Marie szül. Birch (1776-1850) és Hans Jensen Dahlerup (1758-1838) voltak, felesége pedig Cathrine szül. Schram. Báró Hans Birch Dahlerup (1790-1872) tengerésztiszt a fivére volt.

## Fordítás
- Ez a szócikk részben vagy egészben a Carl Emil Dahlerup című német Wikipédia-szócikk ezen változatának fordításán alapul.  Az eredeti cikk szerkesztőit annak laptörténete sorolja fel. Ez a jelzés csupán a megfogalmazás eredetét és a szerzői jogokat jelzi, nem szolgál a cikkben szereplő információk forrásmegjelöléseként.

1. 1 2  Emil Elberling – Victor Elberling: Rigsdagens Medlemmer gennem Hundrede Aar 1848-1948 (dán nyelven) pp. 114, 1949
2. ↑  carlemildahlerup, 2023. november 8.